# Marinebetriebsstoffversorger Klasse 707
Unter der Bezeichnung Marinebetriebsstoffversorger Klasse 707 (MBV 707) beschafft die Deutsche Marine zwei Versorgungsschiffe, die die Schiffe der Rhön-Klasse ab 2026 ablösen sollen. Diese Planung wurde am 17. Juli 2019 durch den Generalinspekteur der Bundeswehr und am 23. Juni 2021 vom Deutschen Bundestag genehmigt. Es handelt sich dabei um Doppelhüllentanker mit gegenüber ihren Vorgängern erheblich gesteigerten taktischen und logistischen Kapazitäten.

## Geschichte

### Ausschreibung und Vergabe
Aufgrund zunehmender Probleme bis hin zu Totalausfällen der bisherigen Rhön-Klasse aus den 1970er Jahren und der Tatsache, dass diese nicht mehr die Umweltschutzvorgaben erfüllten, um einige Häfen anzulaufen (z. B. in den USA), wurde entschieden, neue Betriebsstofftransporter für die Bundeswehr zu beschaffen. Aufgrund des Druckes von Seiten des Bundesrechnungshofes, der die hohen Wartungskosten der aktuellen Schiffe rügte, welche sich auf über 20 Mio. Euro jährlich gesteigert haben, sollte die Beschaffung möglichst schnell erfolgen. Bereits 2024 sollte die Rhön-Klasse durch die neuen Schiffe ersetzt werden. Diese Planung wurde am 17. Juli 2019 durch den Generalinspekteur der Bundeswehr genehmigt.
Die daraufhin startende Ausschreibung war auf nationale Bieter begrenzt. Fünf deutsche Werften bemühten sich um den Auftrag, darunter German Naval Yards und die Flensburger Schiffbau-Gesellschaft. 2021 waren nur noch die MV Werften und Lürssen Werft im Wettbewerb, deren Angebote den ursprünglichen Finanzrahmen von circa 540 Mio. Euro zum Teil weit übertrafen. Im Folgenden wurde der ursprüngliche Forderungskatalog erheblich zusammengestrichen. (→ siehe auch Abschnitte Technik und Kritik).
Der Haushaltsausschuss des Deutschen Bundestags genehmigte das Programm am 23. Juni 2021. Der Finanzbedarf wird mit 914,3 Mio. Euro veranschlagt. Im Juli 2021 wurde der Bauauftrag mit einem Volumen von 870 Mio. Euro an die Lürssen-Werft vergeben, die die Schiffe zusammen mit der Meyer Werft bauen wird. Ein Großteil der Fertigung soll auf der zu Meyer gehörenden Neptun Werft in Rostock erfolgen, die Konstruktion soll in Papenburg erfolgen. Die Deckshäuser der Schiffe entstehen in Papenburg, der Rest in Rostock. Stand 2021 sollte das erste Schiff der Marine im Jahr 2024 zulaufen.
Das im Jahr 2023 veröffentlichte Zielbild für die Marine ab 2035 und der 2025 veröffentlichte Kurs Marine sehen eine dritte Einheit der Klasse 707 vor.

### Bau

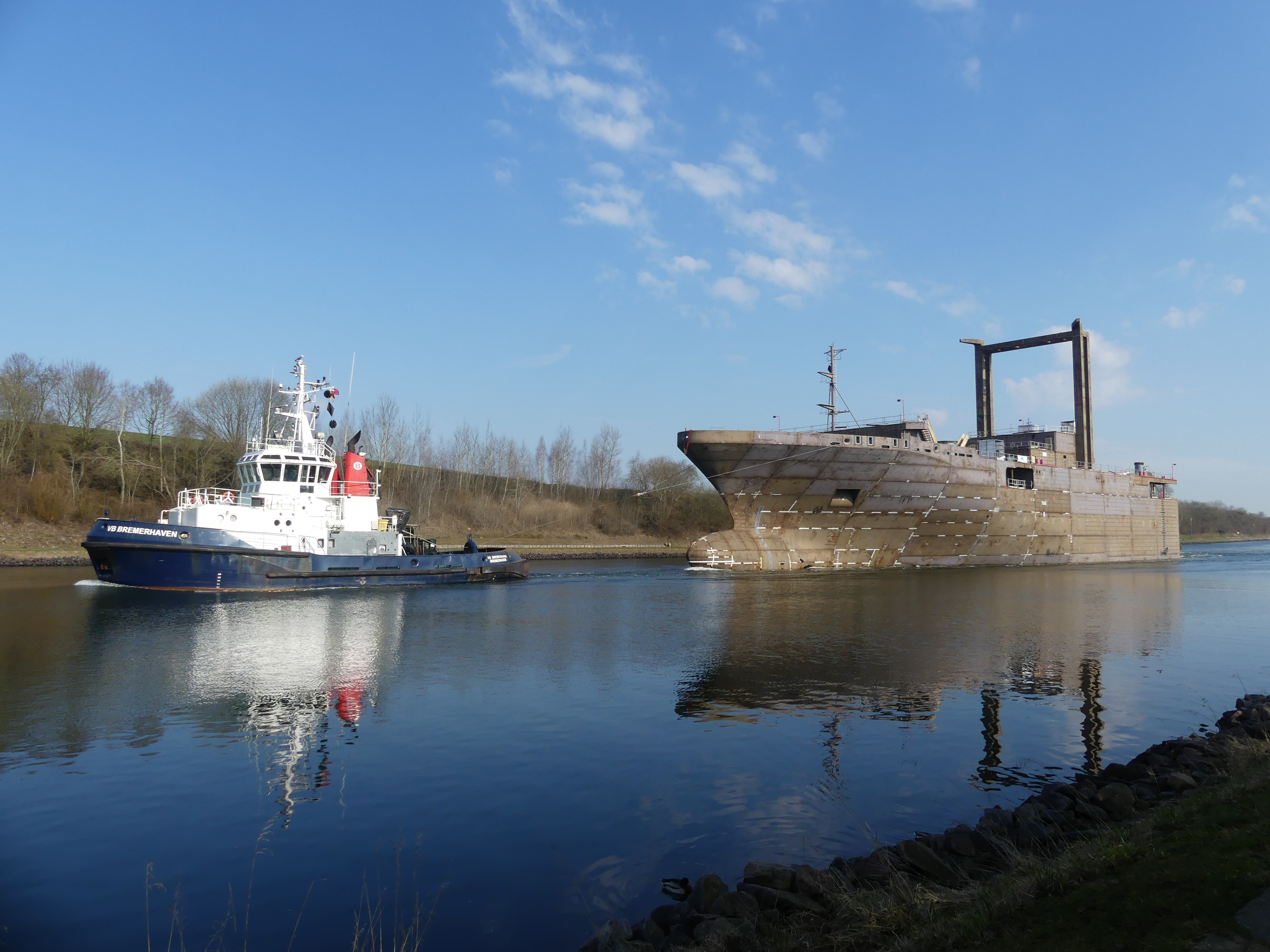
Das in Rostock gebaute Vorschiff des zweiten Schiffes

Der Bau des ersten Schiffes begann am 29. Juni 2023 auf der Meyer Werft in Papenburg. Zu diesem Zeitpunkt ging man von einem Zulauf der Schiffe ab 2025 aus. Die Kiellegung erfolgte am 8. August 2023 auf der Neptun Werft in Rostock-Warnemünde.  Die Deckshäuser des ersten Schiffes entstanden auf der Meyer Werft und verließen im März Papenburg Richtung Neptun Werft. Ende Juni 2024 wurde das erste Schiff ausgedockt. Während des Baus kam es zu Verzögerungen, wodurch sich der Zulauf des ersten Tankers auf das Jahr 2026 verschiebt.
Baustart des zweiten Schiffs war am 29. Februar 2024 auf der Meyer Werft, im April 2024 folgte die Kiellegung. Das Vorschiff wurde im März 2025 schwimmend zur Meyer Werft überführt, wo dieses Schiff fertiggestellt wird.

## Technik
Einer der Hauptgründe für die Anschaffung, neben dem allgemein schlechten Zustand der bisherigen Betriebsstofftransporter, waren die gestiegenen Anforderungen im Bezug auf den Umweltschutz. So verfügt die neue Klasse 707 über eine Doppelhülle, eine Ballastwasser-Aufbereitungsanlage und eine verbesserte Abgasanlage, die den Emissionsausstoß vermindert und die Abgasnorm Tier III der IMO erfüllt. Auch ein ABC-Schutz ist vorhanden. Es ist eine Krankenstation mit direktem Zugang vom Flugdeck angedacht, womit Rettungsmissionen erleichtert werden sollen, was eine weitere Fähigkeit neben dem Transport darstellt. Zudem ist die Fähigkeit vorgesehen, modular Container mit verschiedenen Funktionszwecken aufnehmen zu können. In ihrer Hauptfähigkeit soll sie die Versorgung auf See von bis zu drei Schiffen parallel durchführen können, davon zwei querab und eines über das Heck und dabei über eine Besatzung von bis zu 65 Personen verfügen. Gemäß dem Mehrbesatzungskonzept der deutschen Marine werden die beiden Marinebetriebsstoffversorger drei Besatzungen bekommen.
Gleichzeitig soll die neue Klasse auch eine deutliche Leistungssteigerung den Vorgängern gegenüber aufweisen. Die neuen Schiffe fallen mit 20.000 t Verdrängung und 170 × 24 Metern um einiges größer aus als ihre Vorgänger der Rhön-Klasse, die ihrerseits 130 × 23 Meter messen und knapp 14.200 t verdrängen. Die Schiffe erhalten 10 statt 2 Stellplätze für TEU-Container und ein Flugdeck für Hubschrauber der Größe eines NH90. Mangels Hangar können jedoch keine Bordhubschrauber mitgeführt werden. Die Reichweite beläuft sich weiter auf 8.000 Seemeilen.
Ursprünglich war geplant, dass die Schiffe bis zu 15.000 m³ Betriebsstoffe laden können, im Kontrast zum Vorgänger, der auf 11.500 m³ limitiert war. Zur Senkung der Kosten wurde die Kapazität jedoch auf 13.000 m³ reduziert, ebenso die ursprünglich angedachte Höchstgeschwindigkeit von 20 auf 18 Knoten. Der maximale Tiefgang der Rhön-Klasse von 8 m erhöhte sich bei der Klasse 707 auf 9,5 m. Darüber hinaus wurden auch eine Panzerung der Kommandobrücke und Kommunikationsgeräte nach NATO-Vorgaben gestrichen. Mit diesen Anpassungen wollte sich die Marine Standardprodukten der Werftindustrie annähern.

## Kritik
Kritisiert wurden die hohen Kosten des Beschaffungsprojektes. Schlussendlich stieg der Finanzbedarf von geplanten ca. 540 Mio. Euro auf 914,3 Mio. Euro. Ein Grund dafür wird in der Begrenzung des Vergabeverfahrens auf nationale Unternehmen gesehen.
Zwischenzeitlich hatte die Flensburger Schiffbau-Gesellschaft gegen das eingeschränkte Vergabeverfahren geklagt, weil sie dabei nicht berücksichtigt worden war. Von Seiten des Bundesministerium der Verteidigung wurde dies mit der schlechten finanziellen Lage der Werft und ihrem vorangegangenen Insolvenzverfahren begründet. Zu einer Entscheidung kam es nicht, da die Werft ihre Klage zwei Wochen vor der Hauptverhandlung zurückzog. Eine Begründung für diesen Schritt nannte das Unternehmen nicht. Das Oberlandesgericht Düsseldorf stellte allerdings später fest, dass die Beschwerde „aller Voraussicht nach erfolgreich gewesen“ wäre und daher die Verfahrenskosten vom Ministerium getragen werden müssen.
Zugleich wurde bereits bei Vorlage der ersten Angebote die Liste mit den Anforderungen reduziert, um so die Kosten zu senken (siehe Abschnitt Technik). Laut Branchenvertretern sei die daraus resultierende Schiffsklasse weitgehend mit zivilen Tankern vergleichbar, da militärische Kernkomponenten und Eigenschaften gestrichen wurden. Zivile Tankschiffe seien jedoch üblicherweise zu einem weitaus günstigeren Preis marktverfügbar, als den Kosten der Klasse 707. Zu ähnlichen Ergebnissen kamen auch der Bundesrechnungshof und Experten vom Beschaffungsamt der Bundeswehr. Dennoch empfahl letzteres dem Bundesverteidigungsministerium, das Angebot zu akzeptieren, um mögliche „Auswirkungen auf die Einsatzbereitschaft der Marine“ zu vermeiden.
Einen weiteren Kritikpunkt stellt der erhöhte Tiefgang der Schiffe dar, da dadurch eine Vertiefung des Marinestützpunktes in Wilhelmshaven nötig wird, der als Heimathafen der Klasse 707 vorgesehen ist.